# Sociale werkvoorziening
De sociale werkvoorziening is een overheidsvoorziening in Nederland op grond van de Wet sociale werkvoorziening en biedt mensen met een arbeidshandicap een passende werkplek in een zo regulier mogelijke, aan de arbeidshandicap aangepaste, werkomgeving. Die kan beschut, binnen het SW-bedrijf worden aangeboden of – de laatste tijd in toenemende mate – op een passende plaats bij reguliere instellingen en bedrijven (detachering of begeleid werken). De sociale werkvoorziening is een vrijwillige voorziening.

## Organisatie en financiering
De verantwoordelijkheid voor de uitvoering van de sociale werkvoorziening ligt bij de gemeenten. De feitelijke en dagelijkse uitvoering ligt bij de SW-bedrijven. Bij deze door de gemeenten opgerichte bedrijven werken in totaal circa 100.000 mensen met een Wsw-indicatie op een sociale werkplek.
De sociale werkvoorziening wordt hoofdzakelijk bekostigd door het rijk die per voltijds arbeidsplaats een subsidie verstrekt. In 2010 betaalde de overheid per werknemer 27.000 euro. Daarnaast worden ook de opbrengsten van de sw-bedrijven, die hun producten en diensten op de reguliere markt afzetten, aangewend om de kosten van de sociale werkvoorziening te dekken. Wanneer de rijkssubsidies en de opbrengsten van het sw-bedrijven niet voldoende zijn, wordt het tekort door de gemeenten aangevuld.

## Ontstaan
De huidige wettelijke regeling ontstond na de Tweede Wereldoorlog toen voor de talrijke oorlogsgehandicapten aangepast werk nodig was. Het werk dat gecreëerd werd, bestond voornamelijk uit eenvoudige handenarbeid in een fabrieksmatige omgeving. Tussen 1950 en 1980 zijn de meeste grotere sw-bedrijven uitgegroeid tot industriële ondernemingen waarbij het de wettelijke opdracht was om de werkomstandigheden in reguliere bedrijven zo veel mogelijk te weerspiegelen. De rendabiliteit van sw-bedrijven met veel industriële bedrijfsactiviteiten is echter de laatste decennia als gevolg van de veranderde internationale concurrentieverhoudingen verdwenen. Tussen 1995 en 2003 is het accent binnen de sociale werkvoorziening verschoven van industriële naar dienstverlenende bedrijfsactiviteiten. Met ingang van de Wsw-wetswijziging in 1998 is er ook een verscherping van de doelgroepcriteria. Personen die vanaf 1998 tot de Wsw-doelgroep worden gerekend hebben gemiddeld een ernstiger handicap en meer begeleidingsbehoefte dan daarvoor.

## Aanpassing
In 1998 introduceerde het rijk een nieuwe vorm van aangepast werk: het begeleid werken. Bij begeleid werken werkt de arbeidsgehandicapte niet in de beschutte omgeving van een sw-bedrijf maar op een aangepaste werkplek buiten het sw-bedrijf waar hij door een jobcoach ondersteund wordt; de werknemer is dan in dienst van die werkgever, dit is het verschil met detachering. De gedachte hierachter is dat de arbeidsgehandicapte zo veel mogelijk in een reguliere, maar aangepaste werkomgeving moet kunnen werken. Met begeleid werken wordt de maatschappelijke integratie van de arbeidsgehandicapte beoogd. Uit gegevens van het Ministerie van Sociale Zaken en Werkgelegenheid blijkt dat ruim 30% van alle arbeidsgehandicapten die sinds 1998 zijn toegelaten tot de sociale werkvoorziening het medische advies begeleid werken heeft. Het rijk heeft tot en met 2007 als doelstelling gehanteerd dat op jaarbasis minstens 25% van de nieuw gecreëerde werkplekken in de sociale werkvoorziening begeleid-werken-plekken moesten zijn. Vanaf de wetswijziging 2008 is deze doelstelling vervallen, omdat de wetgever het primaat meer legt bij de passendheid van de aangeboden functie. In 2009 werkte 4% van de totale Wsw-populatie op een begeleid werken-plek bij een reguliere werkgever. De rest van de Wsw-medewerkers werken individueel of groepsgewijs gedetacheerd bij andere bedrijven of instellingen, werken groepsgewijs extern, begeleid door het SW-bedrijf (werken op locatie, bv. plantsoenendienst) of op een meer beschutte werkplek in het SW-bedrijf.

## Modernisering
In 2003 is door het rijk een moderniseringsoperatie gestart. Die moet ertoe leiden dat arbeidsgehandicapten binnen de sociale werkvoorziening een werkplek krijgen die zo veel mogelijk aansluit bij hun individuele mogelijkheden en die hun maatschappelijke integratie zo veel mogelijk bevordert. Voor veel sw-bedrijven sluit deze doelstelling goed aan bij hun in de loop der jaren ontwikkelde vermogen om trajecten en passende werkplekken te organiseren voor een brede groep personen met een (tijdelijke) afstand tot de arbeidsmarkt.
Op 1 januari 2008 heeft een verdere 'modernisering' van de wsw plaatsgevonden. De belangrijkste wijzigingen betreffen:
1) invoering van een directe verantwoordelijkheid en financiering per gemeente,
2) wijziging van de landelijke financiële toedelingssystematiek,
3) invoering van een persoonsgebonden budget (PGB) voor begeleid werken,
4) invoering van een lokale cliëntenraad,
5) mogelijkheid voor gemeente om bepaalde groepen op de wachtlijst met voorrang te plaatsen
In 2008 heeft een 'commissie van wijze mannen en vrouwen" zich onder verantwoordelijkheid van oud-minister Bert de Vries gebogen over een verdergaande modernisering van de wet sociale werkvoorziening. In het najaar van 2008 bracht de commissie het advies Werken naar Vermogen uit. De commissie adviseerde daarin een stelselwijziging door te voeren opdat een brede groep personen met een afstand tot de arbeidsmarkt betaald aan werk kan worden geholpen. Medio 2009 heeft het kabinet op dit advies gereageerd. Met elementen uit het nieuw voorgestelde stelsel zal eerst enkele jaren worden geëxperimenteerd in pilots. Het Kabinet-Rutte I besloot echter tot een forse bezuiniging van 700 miljoen euro. In 2010 werkten er 100.000 mensen in de sociale werkvoorziening. Volgens het CPB daalt dit aantal de komende tien jaar met 65% en zullen zo'n 40.000 mensen noodgedwongen moeten terugvallen op een bijstandsuitkering.